# Il più grande spettacolo dopo il Big Bang
Il più grande spettacolo dopo il Big Bang è il terzo singolo estratto dall'album Ora di Jovanotti, pubblicato il 27 maggio 2011 dalla Universal. È diventato un tormentone estivo dell'estate 2011.

## Descrizione
Il brano è caratterizzato da un sound rock, che il critico musicale Andrea Laffranchi ha definito anche con l'espressione «rock primitivo».
Da un punto di vista tematico, si tratta invece di un brano d'amore, che lo stesso Jovanotti ha così definito:
Nel testo della canzone si fa riferimento ad una serie di persone, cose ed eventi che, nonostante possano sembrare di grande importanza, vengono contrapposti a ciò che Jovanotti considera essere veramente prioritario, ovvero l'amore. Tra gli altri personaggi, vengono citati anche la nota cantante statunitense Lady Gaga, alla quale si fa un esplicito riferimento anche nel videoclip del brano, e il celebre gruppo musicale Rolling Stones. Il video è stato diretto da Leandro Manuel Emede durante tutti i concerti del Lorenzo Live - Ora in Tour 2011-2012.
Nell'autunno del 2011 il brano ha ispirato il titolo e la sigla del programma di Fiorello Il più grande spettacolo dopo il weekend.
È stato frequentemente trasmesso in radio, raggiungendo la posizione numero 1 della classifica airplay italiana.
Il brano è una delle canzoni suonate allo Juventus Stadium di Torino nel prepartita delle gare della Juventus (i tifosi bianconeri cantano: «Il più grande spettacolo dopo il Big Bang siamo noi / Juve alé»). La canzone è stata inoltre fatta sentire nello Stadio di Wembley dopo la finale dell'Europeo di calcio 2020 vinto dall'Italia ai rigori per 3 a 2 (dopo che i tempi regolamentari e supplementari si erano chiusi sul punteggio di 1 a 1). Presente anche nella cultura cestistica italiana, dalla stagione 2014/2015 il brano accompagna un video ricordo proiettato nel prepartita di tutte le gare casalinghe dell'Olimpia Milano sui maxischermi dell'Forum di Milano; nella stagione 2016/17 inoltre è stata la canzone di ingresso sul parquet della squadra di Trieste, la Pallacanestro Trieste 2004.

## Tracce
Testi e musiche di Jovanotti e Saturnino Celani.
1. Il più grande spettacolo dopo il Big Bang - 3:50

## Classifiche
| Classifica (2011) | Posizione massima |
| ----------------- | ----------------- |
| Italia            | 2                 |

### Classifiche di fine anno
| Classifica (2011) | Posizione |
| ----------------- | --------- |
| Italia            | 16        |